# Võ Nguyên Khánh
Võ Nguyên Khánh (chữ Hán: 武元庆) là con của Võ Sĩ Hoạch cùng nguyên phối Tương Lý phu nhân, ông là anh của Võ Tắc Thiên, cha của Võ Tam Tư, quan viên nhà Đường. Ông được Võ Tắc Thiên truy phong Lương Hiến vương (梁宪王).

## Cuộc đời
Võ Nguyên Khánh là con của Võ Sĩ Hoạch với nguyên phối Lý thị, là anh ruột của Võ Nguyên Sảng. Mẹ kế là Dương thị chính là mẹ của Võ Tắc Thiên.
Năm Trinh Quán thứ 9 (635), sau khi Võ Sĩ Hoạch mất, ông và Võ Nguyên Sảng với cháu trai Võ Duy Lương, Võ Hoài Vận đối đãi thất lễ với Dương thị. Năm Vĩnh Huy thứ 6 (655), Võ Tắc Thiên trở thành Thiên Hậu, gia tặng cha mình Võ Sĩ Hoạch thành Thái úy, Dương thị thành Vinh Quốc phu nhân. Lúc này, Võ Hậu phong quan cho Võ Nguyên Khánh trở thành Tông Chánh Thiếu khanh, Võ Nguyên Sảng thành Thiếu Phủ Thiếu giám, Võ Duy Lương thành Vệ Úy Thiếu khanh.
Vào năm 666, Vinh Quốc phu nhân bày tiệc rượu trong gia đình, tụi người Võ Nguyên Sảng và ông tỏ thái độ bất mãn khiến Dương phu nhân rất giận. Võ Tắc Thiên biết chuyện, liền đày bọn họ làm Thứ sử các châu xa. Võ Nguyên Khánh thành Thứ sử Long Châu, Võ Nguyên Sảng thành Thứ sử Hào Châu, Võ Duy Lương thành Thứ sử Thủy Châu. Võ Nguyên Khánh tới Long Châu bệnh chết, con trai ông là Võ Tam Tư.
Năm 690, Võ Tắc Thiên sáng lập triều đại Võ Chu, truy phong Võ Nguyên Khánh thành Lương Hiến vương (梁宪王).